# Liste des évêques de Luena
Liste des évêques de Luena, dans l'Est de l'Angola.
L'évêché de Luso a été créé le 1er juillet 1963 par détachement de celui de Silva Porto. Il a changé de dénomination le 16 mai 1979 pour devenir l'évêché de Lwena (pt) (Dioecesis Lvenanus).

## Liste des évêques
- 1er juillet 1963-13 avril 1976 : Francisco Esteves Dias, évêque de Luso.
- 3 février 1977-7 juin 2000 : José Puaty (José Próspero da Ascensão Puaty), évêque de Luso, puis de Lwena (16 mai 1979).
- 7 juin 2000 - 11 décembre 2006 : Gabriel Mbilingi
- du 26 novembre 2007 au 22 février 2022 (mort en fonction) : Jesús Tirso Blanco (en)
- depuis le 1er juillet 2023 : Martin Lasarte Topolanski (en)

## Sources
- L'ANNUAIRE PONTIFICAL, sur le site http://www.catholic-hierarchy.org, à la page